# Rodrigo Dos Santos
Rodrigo Dos Santos, vollständiger Name Nario Rodrigo Dos Santos Freitas, (* 9. April 1993 in Bañado de Rocha) ist ein uruguayischer Fußballspieler.

## Karriere
Der nach Angaben seines Vereins lediglich 1,70 Meter, nach anderen Angaben 1,73 Meter große Torhüter Dos Santos debütierte im April 2014 beim Zweitligisten Tacuarembó FC. In der Spielzeit 2013/14 war er dort Ersatztorhüter hinter Jonathan Deniz. Da Tacuarembó in jener Saison nur über zwei Torhüter im Kader verfügte, kam es bei Dos Santos Debüt zu der kuriosen Situation, dass aufgrund des verletzungsbedingten Ausfalls von Deniz kein Ersatztorhüter auf der Auswechselbank saß. Insgesamt absolvierte er für die Norduruguayer bis zum Abschluss der Spielzeit 2013/14 zwei Partien in der Segunda División und stieg mit der Mannschaft zur Saison 2014/15 in die Primera División auf. In der Spielzeit 2014/15 wurde er nicht in der höchsten uruguayischen Spielklasse eingesetzt. Nach dem Abstieg am Saisonende kam er in der Zweitligaspielzeit 2015/16 dreimal in der Liga zum Einsatz. Während der Saison 2016 bestritt er zwölf Zweitligaspiele.

## Erfolge
- Meister der Segunda División (Uruguay): 2013/14